# Нова Дамба
Нова Дамба — один з об'єктів природно-заповідного фонду Запорізької області, ландшафтний заказник місцевого значення.

## Розташування
Заказник розташований в Пологівському районі, Запорізької області на території Пологівського лісництва Державного підприємства «Пологівське лісомисливське господарство», квартали 16, 17, 83, 84.
Загальна площа заказника становить 146,7274 га.

## Історія
Ландшафтний заказник місцевого значення «Нова Дамба» був оголошений рішенням Запорізької обласної ради народних депутатів шостого скликання № 22 від 28 серпня 2014 року.

## Мета
Мета створення заказника — збереження ландшафтного та біологічного різноманіття, підтримання екологічного балансу, раціональне використання природних і рекреаційних ресурсів Запорізької області.

## Значення
Ландшафтний заказник місцевого значення «Нова Дамба» має особливе природоохоронне, естетичне і пізнавальне значення і належить до переліку природно-заповідних територій, особливо важливих для збереження ландшафтного та біологічного різноманіття Запорізької області.

## Флора
На території заказника переважає лісова рослинність. Тут ростуть такі породи дерев: сосна кримська, груша звичайна, акація біла, маслинка вузьколиста та інші. У підліску зустрічаються фіалка запашна, лапчатка гусина, кострець безостий.

## Фауна
На території заказника мешкають представники ентомофауни, занесені до Червоної книги України — махаон, подалірій, поліксена, жук-олень, рогач звичайний.